# Арбак (мидийский царь)
Арбак — легендарный полководец мидян и разрушитель Ниневии и Вавилона. Арбак или Варбак ассоциируется мидийским царем Киаксаром По версии Мовсеса Хоренаци Арбак короновал армянского царя Паруйра Скайорди.  

## История
Хроника начинается с описания основания города «царем Ассирии» Сардана, или Сардбна, в котором, как полагают исследователи, следует видеть искаженное имя ассирийского царя Ассархадона, царствовавшего в середине VII в. до и. э. На пятнадцатом году царствования Сардона против него восстал Арбак, царь соседней Мидии (Мада), который до этого был подвластен ассирийскому владыке. Имя Арбака, мидийского царя, разрушившего Вавилон, упоминается Ктесием. Постепенно захватывая отдельные области, принадлежавшие ранее Ассирии, Арбак присоединял их к своим владениям, усиливая тем самым и без того уже возросшую мощь Мидии до такой степени, что летописец называет его «тернием для царя Ассира». В конце концов Арбак «пришел в землю Бет-Гармай», которой владел находившийся, по-видимому, в зависимости от Ассирии «царек».  Арбак, как повествует летописец, «захватил у него пленных и ограбил его государство».
Согласно Ктесию, Арбак был одним из полководцев Сарданапала, царя Ассирии и основателя Мидийской империи около 830 г. до н. э. Из надписей Саргона II Ассирийского известно, что некий Арбаку из Арнашии был одним из сорока пяти вождей мидийских округов, плативших дань Саргону в 713 г. до н. э. Он был сатрапом, составившим заговор против Сарданапала и основавшим Мидийскую империю на руинах Ассирийского царства.
По другой версии Арбак был одним из полководцев Салманасара III, царя Ассирии, сына Ашшурнацирапала II.
Он составил заговор против этого князя с халдеем Белесисом, правителем Вавилона, и разделил свои государства с главными заговорщиками. Таким образом, он получил царство Мидии около 759 года до н. э., согласно Британской энциклопедии обосновался в Экбатане и правил там 28 лет.

## Связи с другими историческими персонажами
Арбак или Арбаку — это также аккадское написание имени мидийского полководца VI века до н. э., Гарпага.